# Tedisaster
Tedisaster  (născută Teodora Iamandi pe 6 ianuarie 2003) este o cântăreață, compozitoare, DJ și producătoare din România, cunoscută pentru sunetul ei eclectic ce îmbină elemente de muzică electronică, pop alternativ și deep minimal. Versurile sale abordează teme precum dragostea și feminismul, iar stilul său vocal distinctiv îmbină o voce dulce cu un ton întunecat.
Născută și crescută în Buzău, Tedisaster și-a început călătoria muzicală în 2018, când se mută singura la București și își lansează primele piese independent, compuse în dormitorul său. După apariția single-urilor “versatil” și “enigma”, înregistrate cu microfonul unui laptop și căști cu fir, a fost remarcată de producătorul Marius Moga, care a facilitat colaborarea cu casa de discuri DeMoga Music.
În 2022, Tedisaster a fost implicată în campania de promovare a telefonului Samsung S22 cu piesa “Play La Idei”. Coincidența a făcut ca, deși a lucrat cu două agenții diferite, ea să fie aleasă și ca vocea care a dublat reclama oficială pentru S22, fără ca acest lucru să fi fost planificat. Astfel, vocea sa a fost prezentă atât în coloana sonoră, cât și în voice-overul spotului. Tot în același an, a colaborat cu Mahony pentru “Pillshock”, un track deep minimal care a atras atenția publicului larg, marcând o etapă importantă în cariera ei.
În 2023, a lansat piesele “Te-aș iubi” și “Iubirea Ta Digitală”, cu un sunet mai pop și melancolic. 
În 2024, a revenit cu două EP-uri cu influențe R&B și rock alternativ, "păpușa ta" și "nu lăsa urme", iar ulterior s-a reîntors la muzica electronică prin colaborarea cu Mahony și AG SWIFTY pentru piesa “Cold to Gold”.
În același an, Tedisaster și-a obținut atestatul de DJ sub îndrumarea lui Raoul Russu, la MA Studio DJ School  și a început să performeze live ca DJ în locații cunoscute din București, precum Nook, Maison 64 și Medusa, aducând în seturile ei o selecție fresh de sonorități underground, deep tech, deep minimal, tech house, îmbinate cu sensibilitatea sa artistică și compoziții proprii.
Pe lângă proiectele proprii, Tedisaster este activă și ca songwriter pentru alți artiști, semnând piese precum "Aer" pentru Jorge, "O lume minunată" pentru Andreea Bălan, și compunând pentru Lora, Codruța Filip și alți artiști români. Ea a mai și lucrat la coloana sonoră pentru filmul "Mentorii". De asemenea, s-a remarcat în zona publicitară, realizând voice-overuri și muzică pentru branduri precum Carrefour – campania “Prețul cel mai mic din piață” (unde a apărut și vizual ca și basist într-una dintre reclame), KFC, Profi, Samsung, festivalul Summer Well și multe altele. 
În decembrie 2024, Tedisaster urmează să lanseze “AS A WOMAN”, o piesă cu un mesaj feminist puternic, înregistrată în studiourile DeMoga și lansată sub label-ul Aster Records, continuând să-și consolideze locul în peisajul muzical electronic românesc.

## Biografie

### Copilăria și educația
Teodora s-a născut pe 6 ianuarie 2003 în județul Buzău, într-o familie cu înclinații artistice. Ambii părinți sunt născuți în Buzău, iar mama ei are rădăcini grecești. Mama este textieră și activă în lumea artistică, iar tatăl cântă la mai multe instrumente, fiind autodidact. Sora ei a fost pasionată de muzică, participând la numeroase festivaluri pentru copii.
Părinții ei au divorțat în 2011 și nu s-au recăsătorit niciodată, iar această schimbare a avut un impact semnificativ asupra copilăriei sale.
Deși a studiat artă plastică pe parcursul anilor de gimnaziu și liceu, frecventând Liceul de Arte Margareta Sterian din Buzău și apoi Liceul de Arte Dimitrie Paciurea din București, Tedisaster a finalizat liceul pe profil de filologie bilingv engleză, la Liceul Teoretic Hyperion.
În prima parte a copilăriei, Teodora a fost implicată și în activități artistice complementare muzicii și artelor plastice, precum dansul sportiv și baletul. Aceste experiențe timpurii au contribuit la formarea unei discipline artistice riguroase și au cultivat o relație profundă cu expresia corporală și emoțională; elemente care aveau să devină esențiale mai târziu în identitatea ei scenică.
Pe lângă activitățile artistice din copilărie, Teodora a urmat și un curs de redacție radio și presă, precum și un curs de design vestimentar, din dorința de a explora cât mai multe forme de exprimare creativă.
Drumul spre muzică nu a fost unul ușor sau direct pentru ea, familia nefiind complet încrezătoare în cariera muzicală. Totuși, a făcut lecții de chitară și canto pentru o perioadă scurtă la 10 ani, iar la 17 ani a studiat canto sub îndrumarea profesorului Costel Sandu în Buzău la Școala Populară de Arte. Această pregătire vocală a fost un pas important în direcția unei cariere muzicale.